# Elk Grove
Elk Grove és una ciutat dels Estats Units a l'estat de Califòrnia. Segons el cens del 2007 tenia 141.125 habitants.

## Demografia
Segons el cens del 2000, Elk Grove tenia 59.984 habitants, 18.526 habitatges, i 15.358 famílies. La densitat de població era de 1.523,7 habitants/km².
Per edats la població es repartia de la següent manera: un 32,9% tenia menys de 18 anys, un 8,1% entre 18 i 24, un 31,9% entre 25 i 44, un 20,3% de 45 a 60 i un 6,8% 65 anys o més.
L'edat mediana era de 32 anys. Per cada 100 dones de 18 o més anys hi havia 90,9 homes.
La renda mediana per habitatge era de 60.661 $ i la renda mediana per família de 64.069 $. Els homes tenien una renda mediana de 42.247 $ mentre que les dones 33.119 $. La renda per capita de la població era de 20.916 $. Entorn del 3,8% de les famílies i el 5,2% de la població estaven per davall del llindar de pobresa.

## Poblacions properes
El següent diagrama mostra les poblacions més properes.